# Stadionul Viorel Mateianu
Stadionul Viorel Mateianu – wielofunkcyjny stadion w Baia Mare, w Rumunii. Został otwarty 9 kwietnia 1929 roku. Może pomieścić 15 500 widzów. Swoje spotkania rozgrywają na nim piłkarze klubu CS Minaur Baia Mare.
Stadion został zainaugurowany 9 kwietnia 1929 roku jako „Arena de fotbal”. W latach 50. XX wieku został rozbudowany i nazwany „Stadionul 23 August”. W 1989 roku obiekt przemianowano na „Stadionul Dealul Florilor”, a od 2010 roku nosi imię Viorela Mateianu.